# Heinrich Graf (Fotograf)
Karl Friedrich Heinrich Graf (geb. 7. Februar 1835 in Berlin; gest. 28. November 1906 in Berlin-Steglitz) war ein deutscher Fotograf, Maler und Fotoverleger in Berlin. 

## Lebensweg

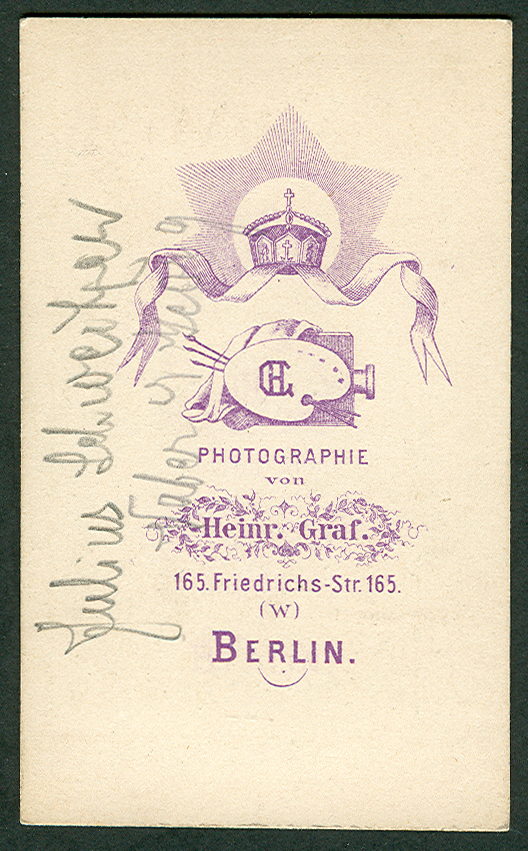
Atelier Heinrich Graf, Friedrichstraße 165, Berlin, um 1870

Heinrich Graf wurde am 7. Februar 1835 als außerehelicher Sohn der Philippine Graf geboren.
Graf erhielt vermutlich zunächst eine Ausbildung als Porträtmaler und Zeichner – darauf deutet hin, dass er sich auf seinen ersten Fotos im Visitformat selbst als „Maler und Photograph“ bezeichnet und im Logo seines Ateliers eine Maler-Palette abgebildet ist. Wo Heinrich Graf das Fotografenhandwerk erlernt hat, ist ungeklärt. Eine Zeit lang soll er in Altona bei Hamburg gearbeitet haben. Spätestens seit 1861, vermutlich aber schon einige Jahre früher, hatte Graf ein Fotoatelier in Berlin, welches bis zu seinem Lebensende 1906 bestand. Im Oktober 1861 wurde der Fotograf und Fotoverleger Adolf Halwas (1835–1919) Kompagnon und technischer Leiter von Heinrich Grafs Atelier in der Friedrichstraße 165. Die Zusammenarbeit von Graf und Halwas unter der Firma Heinrich Graf & Co. bestand für rund 15 Jahre, bis Halwas sich im April 1876 mit einem eigenen Atelier selbständig machte.
Ab 25. Mai 1878 war Heinrich Graf mit Hedwig Pichler (1852–1924) verheiratet. Ihr Sohn Gerhard Graf (geb. 6. Januar 1883 in Berlin; gest. 1. Oktober 1958 in Stockholm) wurde ebenfalls Maler. Ihre älteste Tochter Anna Graf heiratete im März 1901 den Maler und Lithographen Wilhelm Blanke (1873–1936).
Von 1865 bis 1876 hatte Graf ein Fotostudio in der Luisenstraße 48, von 1877 bis 1888 in der Friedrichstraße 165 und von 1888 bis 1896 in der Kronenstraße 21.
Im Atelier Graf wurden zahlreiche Porträtfotos angefertigt, meist im Carte-de-visite-Format. Heinrich Graf fotografierte in den 1860er und 1870er Jahre vor allem Berliner Bühnenkünstler, gelegentlich auch Schriftsteller, Gelehrte und Politiker sowie Angehörige des königlichen Hauses. Zu den Prominenten, die sich von Heinrich Graf porträtieren ließen, zählten Otto von Bismarck (1815–1898), Franz Liszt (1811–1886), Iwan Turgenjew (1818–1883), Giacomo Meyerbeer (1791–1864), Marie Taglioni (1804–1884), Kronprinz Friedrich Wilhelm (später Friedrich III., 1831–1888), Lily Braun (1865–1916), Cosima Wagner (1837–1930) und Carl Schurz (1829–1906), ferner Victoria von Großbritannien und Irland (1840–1901), Friedrich Karl von Preußen (1828–1885) und Alice von Großbritannien und Irland (1843–1878). 
Im Deutsch-Dänischen Krieg von 1864 fotografierten Graf und Halwas auf preußischer Seite, allerdings – anders als etwa Friedrich Brandt und Charles Eduard Junod auf preußischer und Jens Petersen, Vilhelm Schrøder und Peter Elfelt auf dänischer Seite – kaum Kriegsschäden (zerstörte Gebäude, beschädigte Geschützstellungen usw.), sondern vor allem Soldaten in ihren Feldlagern und Stellungen. Die Fotos veröffentlichten die beiden Berliner Fotografen 1864 im Eigenverlag.
1865 erhielt Heinrich Graf auf der internationalen photographischen Ausstellung in Berlin eine Preismedaille „für Shakespearebilder und Portraits“.
Graf war Mitglied des Vereins zur Förderung der Photographie.
Am 28. November 1906 starb Heinrich Graf im Alter von 71 Jahren in Steglitz.

## Sammlungen einiger Fotos des Ateliers Heinrich Graf
- „Heinrich Graf, Photographer“, in: National Portrait Gallery (NPG). In: npg.org.uk. Abgerufen am 7. Februar 2024 (englisch).
- Theatermuseum: Online Sammlung. In: theatermuseum.at. Abgerufen am 7. Februar 2024.
- Museum-digital smb, „Fotoatelier Heinrich Graf“. In: smb.museum-digital.de. Abgerufen am 7. Februar 2024.